# Cranbrook (Devon)
Cranbrook è una nuova città situata nell'East Devon, inizialmente costituita da 2 900 immobili residenziali, con una previsione di crescita fino a 6 550 immobili nel 2026.
La posizione di Cranbrook è a nord di Rockbeare, tra l'autostrada A30 e la linea ferroviaria Exeter-Waterloo, e il piano regolatore della contea prevede la costruzione di una stazione ferroviaria per servire il nuovo polo.
Lo sviluppo della città sarà caratterizzato dalla costituzione di un nuovo Parco verde, che fornirà un habitat naturale di zone umide e praterie, per favorire l'ecologia originale della zona. Il parco offrirà anche uno spazio aperto pubblico, utilizzabile dalla comunità.